# Jörg Widmer
Jörg Widmer ist ein deutscher Kameramann.

## Leben
Jörg Widmer stammt aus Süddeutschland. Nach einer Fotografenlehre war er einige Jahre auf das Ablichten von Autos für den Werbebereich spezialisiert. Nach einem Praktikum beim Südwestfunk wurde er Kamera-Assistent. Seit 1988 ist er als Kameramann und als Steadicam-Operator tätig. 1994 wurde er mit dem Bayerischen Filmpreis in der Kategorie Kamera geehrt. Ende Juni 2020 wurde Jörg Widmer ein Mitglied der Academy of Motion Picture Arts and Sciences. Widmer ist weiterhin Mitglied im Berufsverband Kinematografie (BVK).

## Filmografie (Auswahl)
- 1991: Mord aus Liebe
- 1991: Allein unter Frauen
- 1996: Nur aus Liebe
- 1999: Buena Vista Social Club (Dokumentarfilm)
- 2000: Die Werckmeisterschen Harmonien
- 2001: Schutzengel gesucht (Fernsehfilm)
- 2002: Tatort – Lastrumer Mischung (Fernsehreihe)
- 2003: Tatort – Sonne und Sturm (Fernsehreihe)
- 2005: Tatort – Atemnot (Fernsehreihe)
- 2007: Die Frau vom Checkpoint Charlie (Fernsehfilm)
- 2008: Die Gustloff (Fernsehfilm)
- 2008: Die Geschichte vom Brandner Kaspar
- 2010: Teufelskicker
- 2011: Pina (Dokumentarfilm)
- 2012: Tatort – Todesbilder (Fernsehreihe)
- 2013: Die Spionin
- 2015: Starfighter – Sie wollten den Himmel erobern (Fernsehfilm)
- 2015: Zum Teufel mit der Wahrheit
- 2015: Bach in Brazil
- 2015: Jack
- 2015: Der Maskenmann (Fernsehfilm)
- 2015: Im Namen meines Sohnes (Fernsehfilm)
- 2016: Begierde – Jäger in der Nacht (Fernsehfilm)
- 2017: Die Unsichtbaren – Wir wollen leben
- 2017: Verliebt in Amsterdam
- 2019: Ein verborgenes Leben (A Hidden Life)
- 2019: Herzjagen
- 2020: The Book of Vision
- 2020: Der Zürich-Krimi: Borchert und der fatale Irrtum
- 2020: Der Zürich-Krimi: Borchert und der Tote im See
- 2021: Tunnel der Freiheit
- 2021: Luanas Schwur
- 2022: Carmen
- 2023: Wald
- 2022: Ein Fest fürs Leben
- 2023: Hammerharte Jungs
- 2025: American Sweatshop
- 2025: Trapps Sommer